# فرودگاه سیلور فالز واتر
فرودگاه سیلور فالز واتر (به انگلیسی: Silver Falls Water Aerodrome) یک فرودگاه همگانی است که یک باند فرود آب دارد. این فرودگاه در کشور کانادا قرار دارد و در ارتفاع ۲۳۰ متری از سطح دریا واقع شده است.